# Cinecittà (Roms tunnelbana)
Cinecittà är en station på Roms tunnelbanas Linea A. Stationen är belägen vid Via Tuscolana i korsningen mellan Via di Torre Spaccata och Via delle Capannelle i sydöstra Rom och togs i bruk 1980. Stationen är uppkallad efter den italienska filmindustrins centrum Cinecittà.
Stationen Cinecittà har:
- Biljettautomater

## Kollektivtrafik
- Busshållplats för ATAC

## Omgivningar
- Via Tuscolana
- Largo dei Caduti di El Alamein

### Kyrkobyggnader
- San Giovanni Bosco